# Lemsane
Lemsane (în arabă لمسان) este o comună din provincia Batna, Algeria.
Populația comunei este de 5.108 locuitori (2008).